# Casmaria ponderosa
Casmaria ponderosa is een slakkensoort uit de familie van de Cassidae. De wetenschappelijke naam van de soort is voor het eerst geldig gepubliceerd in 1807 door Link.